# Mormoòpids
Els mormoòpids (Mormoopidae) són una família de ratpenats que habiten les Amèriques, des del sud de Mèxic fins al sud-est del Brasil.

## Classificació
Aquesta família comprèn 2 gèneres amb 13 espècies.
- Gènere Mormoops
- Gènere Pteronotus